# 첼레스
첼레스(Cheles)는 스페인 에스트레마두라 지방의 주인 바다호스주의 도시로, 인구는 1,296명(2005년 기준), 면적은 47km2이다.